# Pavel Wellner
Pavel Wellner st. (9. července 1878, Zbraslav – 25. září 1959, Praha) byl československý diplomat.
V letech 1924–1928 byl velvyslancem v Řecku a v letech 1933–1935 velvyslancem v Jugoslávii.
Diplomatem byl i jeho syn Pavel Wellner ml. (1906–1961).